# Museu San Telmo
El Museu San Telmo (en basc, San Telmo Museoa o STM) és el museu municipal de la ciutat de Sant Sebastià, consagrat a il·lustrar l'evolució de la societat basca, majorment mitjançant peces d'etnografia i belles arts. Fundat el 1902, va inaugurar la seva seu actual el 1932, fet que el converteix en el museu més antic del País Basc. Després d'una perllongada controvèrsia sobre el seu perfil i futures funcions, va ser sotmès a un ambiciós treball d'ampliació i reforma (2007-2010) que es va inaugurar en la primavera de 2011.
El museu va consolidant la seva afluència de públic els darrers anys, i el 2015 va superar lleugerament les 122.000 visites. Bona prova de la varietat i interès de les seves col·leccions és que presta anualment entre 60 i 200 peces per a exposicions, nacionals i internacionals.